# Sot-l'y-laisse

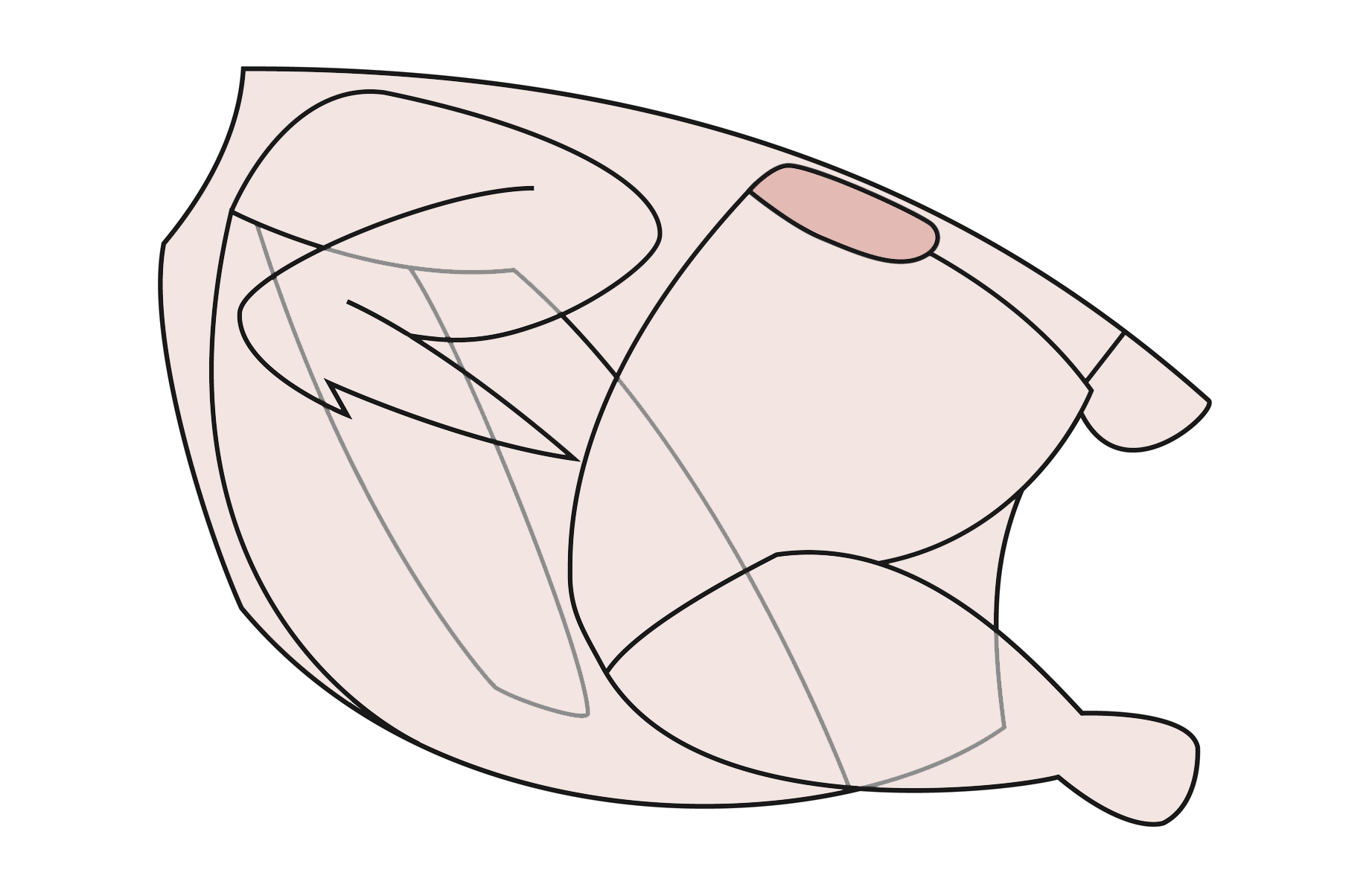
La position du sot-l'y-laisse.

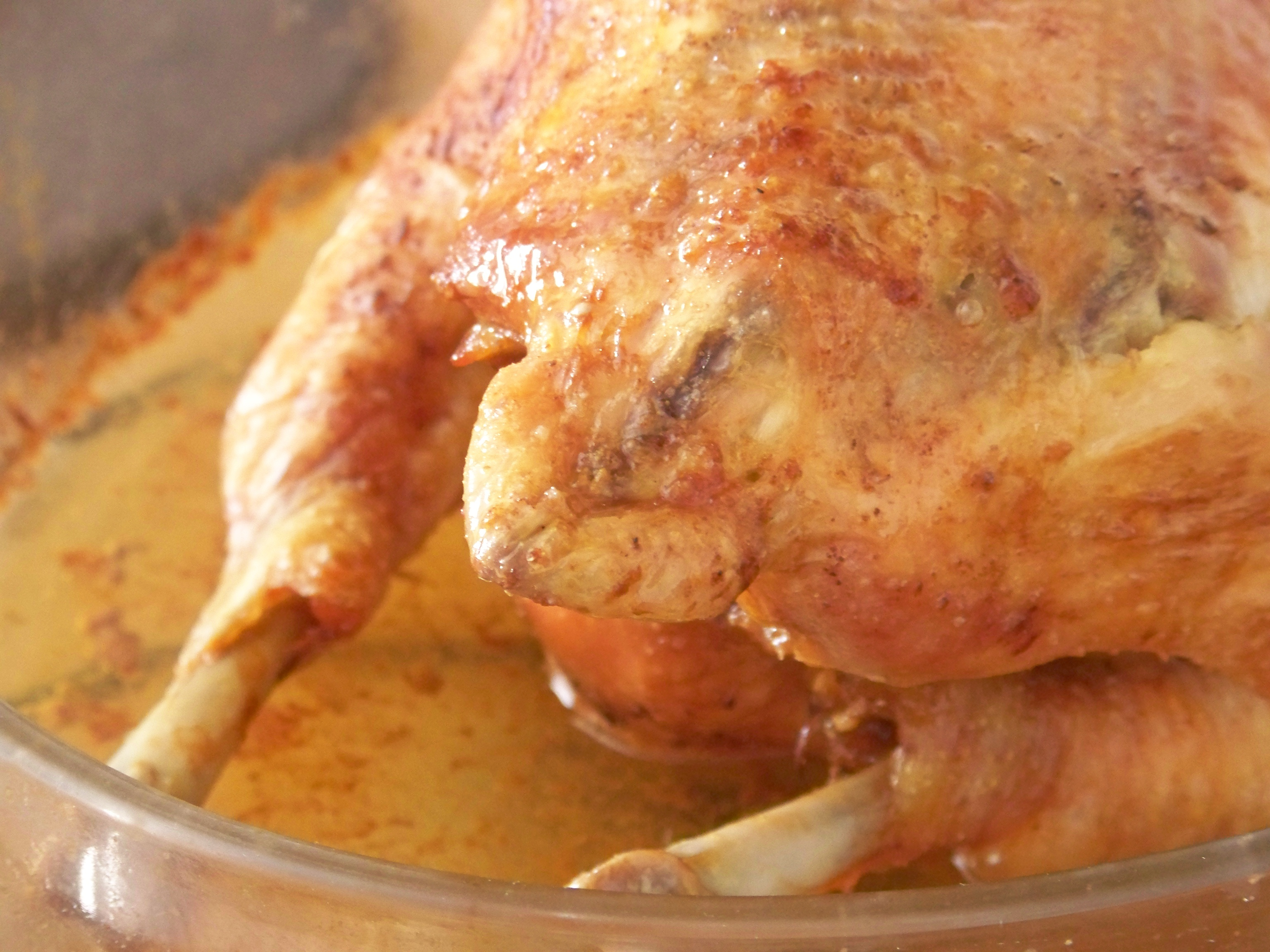
Croupion ; le sot-l'y-laisse de droite, à peine visible, est le bombement dans le coin haut droit de la photo).

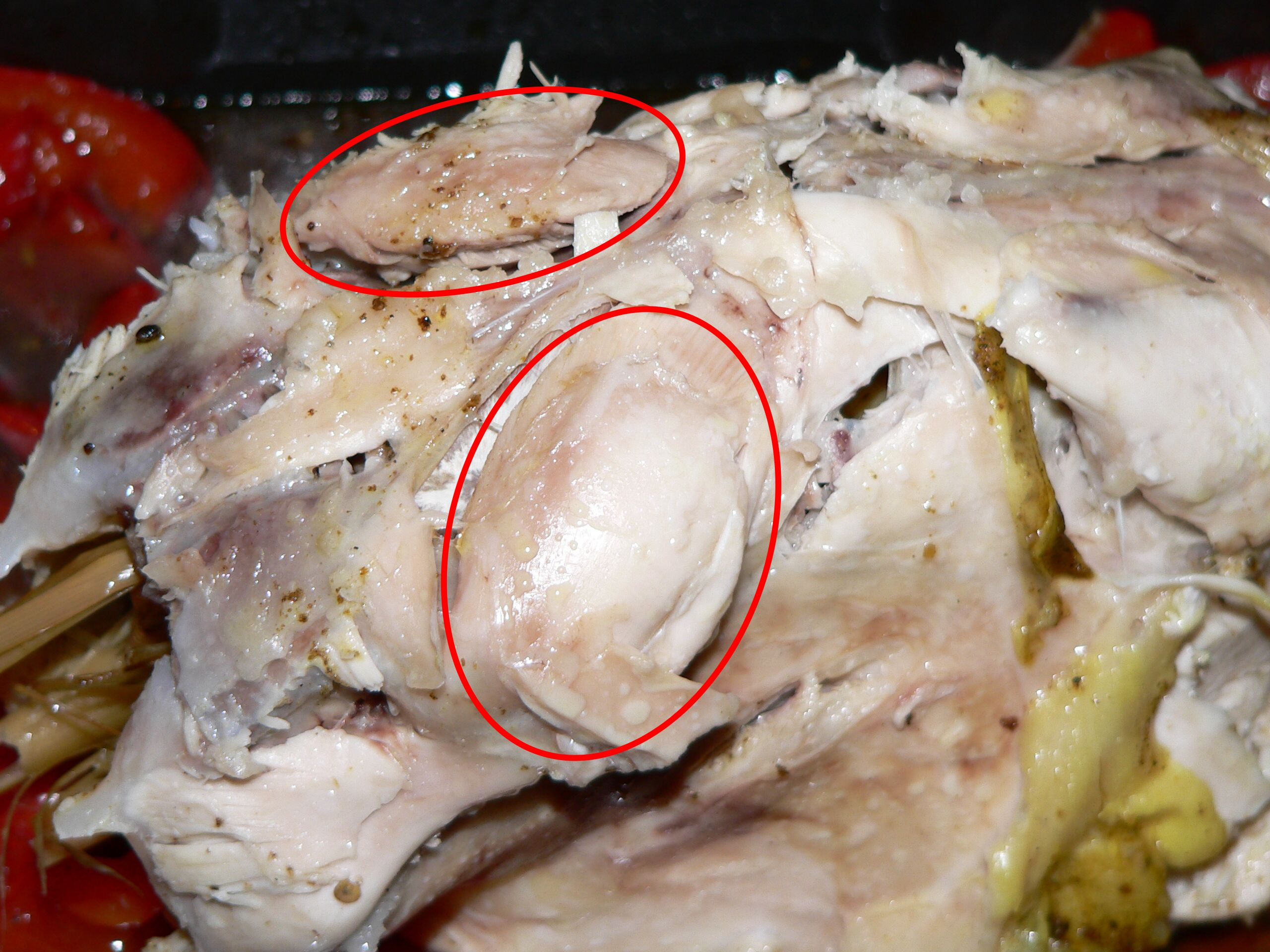
Les « sot-l'y-laisse » sont appelés en anglais « huîtres de poulet », ce qui se comprend bien de par leur forme, montrée sur cette photo. (Notez que, sur cette carcasse, le croupion a déjà été enlevé).

 (janvier 2023).
- Si vous ne connaissez pas le sujet, laissez ce bandeau (vous pouvez alors contacter les auteurs).
- Si vous supprimez le contenu mis en cause (vous pouvez préalablement contacter les auteurs),

argumentez précisément cette suppression dans la page de discussion
(un manque de référence n'est pas un argument ; une recherche réelle de référence doit avoir été effectuée, être formellement documentée).
Le sot-l'y-laisse (\so.li.lɛs\ ) est une pièce de viande de volaille, et plus particulièrement du poulet, réputée pour son goût et sa tendreté.

## Étymologie et signification
Deux hypothèses sur la signification de ce mot s'affrontent. Les deux écoles s'accordent toutefois sur le fait qu'il s'agit d'une partie du poulet au goût très apprécié mais néanmoins peu connue, d'où son nom qui signifie : « seul un sot laisserait ce morceau sans le manger ».
La dernière édition du Grand Robert (qui n'inclut pas encore la mise à jour de cette définition contrairement au Petit Robert) indiquait encore : « Morceau de chair très fine, de chaque côté de la carcasse d'une volaille, au-dessus du croupion (assez peu apparente pour que « le sot l'y laisse » par ignorance) ».
Les sot-l'y-laisse sont, de ce point de vue, deux morceaux de chair de volaille situés de chaque côté de la colonne dorsale, comme sur la dernière illustration, entre la base des cuisses et la base des ailes. 
Le terme sot-l'y-laisse est défini par l'UNECE comme étant la viande située au creux de chaque os iliaque.